# Association sportive Temanava
L'Association sportive Tamarii Temanava, plus couramment abrégé en AS Temanava, est un club polynésien de football basé sur l'île de Moorea, en Polynésie française.
Il joue ses matchs à domicile au Stade de Maatea, doté de 2 000 places.

## Histoire
À la suite de sa victoire en Coupe de Polynésie en 2006, il a pris part pour la première fois de son histoire à la Ligue des champions de l'OFC lors de l'édition 2007.

## Palmarès
| Compétitions nationales                                                                                          |
| --- |
| - Coupe de Polynésie française (1) : - Vainqueur : 2006. - Ligue 2 Moorea (3) : - Champion : 2010, 2016 et 2020. |

## Personnalités du club

### Présidents du club
- Pierre Vahine

### Entraîneurs du club
- Bernard Vahirua